# Lewis Howley
Lewis Howley (* unbekannt in Grays, Essex, England) ist ein englischer Wrestler und Model. Er steht derzeit bei der WWE unter Vertrag und tritt regelmäßig in deren Show NXT auf. Sein bislang größter Erfolg ist der Erhalt der NXT UK Tag Team Championship sowie der zweifache Erhalt der NXT Tag Team Championship.

## Wrestling-Karriere

### Free Agent (seit 2015)
Er begann sein Training 2010 und kämpfe sporadisch für eine Promotion in England. 2015 gab er sein Debüt als Wrestler bei Climax Wrestling. Hier besiegte er Noam Dar in einem Turnier. Er kam bis zum Halbfinale, bevor er von Marty Scurll besiegt wurde. Bis Ende 2015 kämpfte er nur für WrestleForce. Hier gewann er die WrestleForce Essex Championship am 31. Oktober 2015 von Ryan Albright. 2016 begann er für Canadian Wrestlings Elite zu kämpfen, hier bestritt er Matches gegen Carter Mason und Jason Kincaid, beide konnte er jedoch nicht gewinnen. Ende 2017 begann er für International Pro Wrestling: United Kingdom zu kämpfen. In dieser Zeit gewann er zwei Mal die IPW:UK Tag Team Championship (einmal mit Sammy Smooth und mit Sam Stoker). Zudem bestritt er noch diverse Matches bei verschiedenen unabhängigen Promotionen.

### World Wrestling Entertainment (seit 2019)
Am 22. Februar 2019 debütierte er bei NXT UK. Er bestritt ein Tag Team Match mit Sam Stoker und verlor gegen The Hunt. Am folgenden Tag verloren sie gegen Imperium Fabian Aichner & Marcel Barthel. Am 19. Juli 2019 bestritt er wieder ein Match für NXT UK. Hier verlor er mit Stoker gegen Gallus Mark Coffey & Wolfgang. Am 4. Oktober verloren sie erneut gegen The Hunt. Am 16. November 2019 verloren sie gegen Amir Jordan & Kenny Williams. Am 6. März 2020 konnten sie ihre Niederlagenserie beenden und besiegten Dan Moloney & DeReiss Gordon. Am 25. Februar 2021 gewann er zusammen mit Stoker die NXT UK Tag Team Championship. Hierfür besiegten sie Gallus Mark Coffey und Wolfgang. Die Regentschaft hielt 287 Tage, sie verloren die Titel am 9. Dezember 2021 an Moustache Mountain Trent Seven und Tyler Bate.
Am 12. April 2022 trat er unter dem Ringnamen Elton Prince auf und gewann zusammen mit Kit Wilson die NXT Tag Team Championship. Hierfür besiegten sie in einem 5-Team Gauntlet Match die Teams The Creed Brothers Brutus Creed und Julius Creed, Legado Del Fantasma Raúl Mendoza und Joaquin Wilde, Josh Briggs und Brooks Jensen sowie Grayson Waller und Sanga, um die vakanten Titel zu gewinnen. Die Regentschaft hielt 53 Tage, sie verloren die Titel am 4. Juni 2022 bei NXT In Your House (2022) an The Creed Brothers. Am 4. September 2022 gewann sie erneut die NXT Tag Team Championship, hierfür besiegten sie in einem Fatal-Four-Way-Elimination-Tag-Team-Match The Creed Brothers, Brooks Jensen und Josh Briggs sowie Gallus Mark Coffey und Wolfgang. Die Regentschaft hielt 97 Tage, sie verloren die Titel am 10. Dezember 2022 an The New Day Kofi Kingston und Xavier Woods bei NXT Deadline.

## Titel und Auszeichnungen
- World Wrestling Entertainment
  - NXT UK Tag Team Championship (1×) mit Sam Stoker
  - NXT Tag Team Championship (2×) mit Kit Wilson

- International Pro Wrestling: United Kingdom
  - IPW:UK Tag Team Championship (2×) mit Sammy Smooth & Sam Stoker

- WrestleForce
  - WrestleForce Essex Championship (1×)